# Nubuwa
Nubuwa (en árabe: نُبُوَّة‎, romanizado: nubuwwa, lit. 'Profecía') significa traer un mensaje de parte de Dios. Desde el punto de vista de musulmán la Profecía es uno de los Principios de la religión. Y en el Corán se ha presentado como título de los profetas divinos. Y la profecía comenzó desde Adán y acabó a la profecía del Mahoma. 

## Terminólogo
نَبُوّت significa profecía o Predicción y  نبی  significa profeta y  la raíz de los dos son Naba (en árabe: نبأ‎) y significa Noticia o una enorme Noticia que es importante, y el profecía tiene este propio porque los profetas divinos enviaron las noticias muy importante para el ser humano.

## Profecía
Envié a cada nación un Mensajero [para que los exhortara a] adorar a Dios y a rechazar la idolatría.
Corán 16:36.

La profecía es la vía de relacional entre Dios y el ser humano  para expediente en la vida del ser humano. Y Profeta (Nabí) es informante de Dios por la revelación.
Un profeta (nabi), que es enviado por Dios, tiene la función de la profecía (Nubuwwah), de traer la Ley Divina o Shariah. Un profeta, que es la manifestación perfecta de Dios, tiene el poder esotérico de iniciar a los hombres en los Misterios Divinos.
Según lo que sostiene el Islam, el número de Profetas es de ciento veinticuatro mil .Entre los que fueron mencionados en el Sagrado Corán, se encuentran: Adán, Noé, Abraham, Ismael, Isaac, Lot, Jacob, José, Job, Moisés, Aarón, Ezequiel, David, Salomón, Jonás, Zacarías, Juan el Bautista, Jesús y Mahoma.
Entre ellos, Noé, Abraham, Moisés, Jesús y Mahoma son reconocidos como nensajeros que trajeron nuevos códigos de ley y una Sharîat (Ley Divina). Ellos están entre los profetas con el rango más alto entre todos los profetas enviados por Dios.

### Necesidad de la Profecía
Todos los profetas tenían una meta y eso era el triunfo del ser humano por la creencia en Dios, erradicar la idolatría y enseñar los mandatos de Dios.
Además el ser humano sabe que para una vida buena y perfecta necesita a una ley, porque viven en una sociedad y le gustaría llegar al exhaustivo. Pero porque el ser humano no es prefecto, necesita establecer una ley perfecta dictada por un ser el cual es prefecto este ser perfecto sabe lo que la humanidad necesita para vivir una vida espiritual y terrenal perfecta. Entonces, al crear la humanidad este ser nos conoce a nosotros y nuestras necesidades mejor que nosotros mismos.
La humanidad también necesita un líder que vive entre ellos y sea como ellos, un humano, y que tenga una relación con el creador (Dios) y reciba los mensajes de Dios, porque el ser humano no puede entender todo lo que es útil para sí mismo y su vida.
Además los profetas por la relación divina, son perfectos y conocen la mejor manera de vivir en este mundo. Como tal, ellos son los mejores maestros para enseñarle a la comunidad. Y según el verso del Corán, los profetas han sido enviados para establecer la justicia:

Envié a Mis Mensajeros con las pruebas evidentes e hice descender con ellos el Libro y la balanza de la justicia para que la gente establezca la equidad. Hice descender el hierro, en el que hay gran poder y beneficio para la gente. Para que Dios distinga a quienes se esfuercen sinceramente por Su causa y la de Sus Mensajeros. Dios es Fortísimo, Poderoso."
Corán 57:25.

## Características de Profetas

### Relación con el mundo oculto
Uno de los propios importantes de profetas, es poder relación con el mundo oculto y recibo del mensaje divino por la revelación.
Según la pensamiento islámico, la revelación significa el descenso de ángeles al oído y corazón del creyente para un propósito divino, una misión.

### Milagro
Cualquier profeta que se elige por Dios, tiene un poder sobrenatural que el ser humano normal no puede hacerlo. El poder es un signo de que el profeta desfruta de los auxilios de Dios. Este  poder se llama Milagro y significa un poder sobrenatural que es con afirmación de la profecía, y nadie no puede hacer Milagro excepto el profeta.

### Infalibilidad
Uno de los propios de profetas, es Infalibilidad (Ismah).
Es un concepto en la teología islámica que se discute de manera más prominente en la teología chiita. Se traduce alternativamente como "impecabilidad", "la inmunidad al pecado" y la "infalibilidad".
Infalibilidad significa inmunidad al pecado y al error. Los profetas no cometieron pecados ni estuvieron expuestos al. Error respecto a su acción y misión. Debido a esta inmunidad es que se puede poner en ellos la máxima confianza. Veamos cuál es la naturaleza de esta infalibilidad.

### Wilayah
Welayah significa literalmente " cercanía " en el que hay cercanía de juicio sobre la esclavitud.
Y Wilayah de profeta es una autoridad para un tipo de posesión al tratamiento y la sobreintendencia del ser humano.